# Abraham de Moivre
Abraham de Moivre (26. května 1667 Vitry-le-François – 27. listopadu 1754 Londýn) byl francouzský matematik, který prožil většinu svého života v Anglii. V mladém věku se přestěhoval do Anglie kvůli pronásledování Hugenotů ve Francii, které začalo v roce 1685. Přátelil se s Isaacem Newtonem, s astronomem, fyzikem a matematikem Edmondem Halleyem a skotským matematikem Jamesem Stirlingem.
Jeho práce byly v odborné společnosti dobře známy, stal se členem britské Královské společnosti (1697), Pruské akademie věd v Berlíně (1735) a Královské akademie věd v Paříži (1754).
Zabýval se teorií pravděpodobnosti ( The Doctrine of Chances). Známá je především Moivreova věta, která dává do souvislosti komplexní čísla a trigonometrii. Byl prvním, kdo vyslovil určitý typ centrální limitní věty, základní poučky teorie pravděpodobnosti, a to v podobě de Moivreovy–Laplaceovy věty, platné pro binomické rozdělení.

## Životopis
Abraham Moivre se narodil ve Vitry-le-François v Champagne 26. května 1667. Jeho otec Daniel de Moivre byl lékař, který věřil v hodnotu vzdělání. Rodiče Abrahama Moivra byli protestanti, ale Abraham navštěvoval katolickou školu. V jedenácti letech začal studovat protestantskou Akademii v Sedanu, kde strávil čtyři roky. V roce 1682 studoval dva roky logiku a filozofii na Akademii v Saumur a od roku 1684 matematiku a fyziku v Paříži. Po zrušení Ediktu povolujícího protestantství ve Francii, byl po odmítnutí konverze do roku 1688 vězněn. Po propuštění odešel do Anglie, do Francie se již nikdy nevrátil.
Většinu svého života prožil v Londýně, kde se živil jako soukromý učitel matematiky, navštěvoval své žáky z urozených rodin nebo učil v kavárnách v Londýně. Přes známosti ve vysoké anglické společnosti, nezískal jako cizinec místo na univerzitě, ani jiné stálé zaměstnání.
Po celý svůj život de Moivre zůstal chudý. Uvádí se, že byl pravidelným zákazníkem „Old Slaughter's Coffee House“ a dalších kaváren, kde si vydělával hraním šachů, také jako „konzultant“ hazardních hráčů.
Zemřel v Londýně dne 27. listopadu 1754 a byl pohřben 1. prosince 1754 v kostele svatého Martina v polích ve Westminsteru v Londýně.

## Publikované práce
Od roku 1692 se de Moivre přátelil s Edmondem Halleyem a jeho pojednání o hazardních hrách „De ratiociniis in ludo aleae“ podrobně prostudoval. Seznámil se také s Isaacem Newtonem, studoval jeho knihu Principia. Navázal na jeho myšlenky a rozvinul je ve svém prvním matematickém spise „Method of fluxions“, který publikoval ve „Filozofických transakcích“. Jeho přítel Halley byl sekretářem Královské společnosti a de Moivreovu první práci Královské společnosti doporučil. Další publikovaná práce v roce 1697 byla věnována zobecnění Newtonovy binomické věty. V tomto roce se stal de Moivre členem Královské společnosti v Londýně.
Články publikované v letech 1698 až 1707 jsou věnovány geometrii a algebře. Od roku 1708, po Pierrovi Rémondovi de Montmortovi (s nímž se dostal do sporu o prioritu) a Christianovi Huygensovi, se zabýval vyšetřováním teorie pravděpodobnosti na základě výpočtů hazardních her. V roce 1711 vydal první práci z oblasti pravděpodobnosti: Nauka o šancích: metoda výpočtu pravděpodobností událostí ve hře. Tato kniha vyšla ve čtyřech vydáních, v roce 1711 latinsky a v letech 1718, 1738 a 1756 v anglickém jazyce. (První knihu o hazardních hrách Liber de ludo aleae (On Casting the Die) napsal Girolamo Cardano v 60. letech 15. století, ale byla vydána až v roce 1663).
Základním dílem de Moivra je kniha „The Doctrine of Chances: A Method of Calculating the Probability of Events in Play“ (základy sestavil již kolem roku 1711). Kniha byla napsána jako učebnice. Nejdříve jsou vysvětleny základy, ze kterých vychází v druhé části knihy příklady. Podstatným rozšířením práce byla kniha De Mensura Sortis. De Moivre navázal na práce Christiaana Huygense a Jacoba Bernoulliho, aplikoval nové postupy a teorie, odvozené matematicky. Zavedl součet dvou pravděpodobností, které se navzájem nevylučují. Při zkoumání binomického rozdělení náhodné veličiny objevil normální rozdělení. První vydání v roce 1718 věnoval Isaacu Newtonovi a dále je doplňoval a rozšiřoval. Druhé vydání vyšlo v roce 1738 a třetí, po jeho smrti, v roce 1756 vydal Patrick Murdoch. Obsahuje také Approximatio ad summam terminorum binomii {\displaystyle (a+b)^{n}} in seriem expansi (1733).
V druhé významné knize o pravděpodobnosti Miscellanea Analytica de Seriebus et Quadraturis (1730) byl prvním, kdo použil pravděpodobnostní integrál.
Třetí, rozsahem menší, je praktická aplikace využití postupů pravděpodobnosti k predikci úmrtnosti (lze nalézt podobnost k typům vzorců, které jsou používány pojišťovnami). De Moivre vyšel z Halleyovy práce, využil větší množství dat a vytvořil soubor podstatných zjednodušení. Toto dílo vyšlo v Londýně v roce 1725, v Dublinu v roce 1731. Rozšířená a upravená vyšla kniha opakovaně v letech 1743, 1750 a 1752.

## Korespondence
De Moivre si psal 10 let od roku 1704 s Johannem Bernoullim, profesorem na univerzitě v Groningen. Nejprve se zabývali infinitesimálním počtem, Bernoulli uchovával veškerou korespondenci a pořizoval kopie odeslané pošty. Doufal, že jeho korespondence bude vydána, což se ale nestalo. Jejich korespondence se skládá z 19 dopisů, většinou psaných francouzsky, jen matematická pojednání jsou psána latinsky. V dopisech řešili osobní i společenské vztahy, především psali o matematických problémech. Jejich písemný styk ukončily neshody, které začaly publikací Leibnizovy práce v letech 1682 a 1684.
Z ostatní korespondence se zachovalo minimum, několik odborných dopisů bylo publikováno ještě za života de Moivra (ostatní existují jen z nepřímých svědectví). De Moivre dostal tři dopisy od Nikolause Bernoulliho, odpověděl pouze na jeden. S ohledem na stále se vlekoucí spor mezi Leibnizem a Newtonem, de Moivre ukončil veškeré kontakty s rodinou Bernoulli.
Některé de Moivreovy práce byly psány formou dopisů a tak byly i zveřejňovány (např. dopisy E. Halleyovi nebo práce z roku 1722 – dopis psaný sekretáři Johnu Machinovi).
Svědectví o dalších dopisech, které se nezachovali, lze nalézt v korespondenci de Moivreových současníků. Také se nezachovala korespondence s členem Berlínské akademie profesorem Philippem Naudé v souvislosti s de Moivreovým přijetím za člena této instituce.

## Odkaz Abrahama de Moivre
Dne 25. listopadu 2017 uspořádal v Saumuru konferenci MUDr. Conor Maguire pod patronátem Francouzské národní komise UNESCO, při příležitosti oslav 350. výročí narození Abrahama de Moivra a skutečnosti, že de Movre dva roky studoval na Academy of Saumur. Konference byla nazvána Abraham de Moivre: Matematik, jeho život a dílo a diskusní příspěvky připomněly zásadní přínos de Moivra k vývoji matematiky komplexních čísel (De Moivreův vzorec) a k teorii pravděpodobnosti (De Moivre – Laplaceova věta).
Dne 27. listopadu 2016 bylo připomenuto 262. výročí úmrtí Abrahama de Moivra konferencí v Limoges ve Francii s názvem Abraham de Moivre: Génie en exil.
Abraham de Moivre byl jedním z průkopníků klasické teorie pravděpodobnosti. Významně přispěl k analytické geometrii, komplexní analýze a výpočtu nájemného. Jeho základní prací bylo řešení úloh z teorie her, které citovaly encyklopedie
vydané v XVIII. století včetně Encyclopaedia Britannica.